# 東北院
東北院（とうほくいん/とうぼくいん）は、京都市左京区にある時宗の寺院。山号は雲水山。本尊は弁財天。かつては法成寺に付属する天台宗寺院であった。

## 歴史
藤原道長の没後、道長の娘である国母上東門院（藤原彰子）の発願によって道長建立の法成寺東北の一郭に常行三昧堂として建立された。上東門院は東北院を建てた後、晩年ここを在所としたため、別称を東北院ともいう。法成寺の区域の東北にあったこと、また上東門院の母である源倫子が建立した常行三昧堂が法成寺の区域の西北にあって「西北院」と呼ばれていたことにちなみ、こちらは「東北院」と称せられた。
長元3年（1030年）8月21日に完成を祝して供養法会が開催された（『百錬抄』・『扶桑略記』）。法会は御斎会に準じた国家的行事として行われ、藤原実資をして「往古不聞事也」（『小右記』）といわせしめる程の大規模な行事であった。その後上東門院はここに居住し、永承5年（1050年）10月13日には、上東門院が母親代わりを務めた孫の後冷泉天皇が祖母に会うために東北院に行幸している（『百錬抄』・『日本紀略』）。なお、東北院の建立中の万寿4年（1027年）、その一角に専意法尼（和泉式部）のために上東門院が道長に建立させたのが誠心院である。
天喜6年（1058年）2月23日に発生した法成寺の火災で東北院も全焼した。そのため、法成寺の敷地内から同寺の北側の新たな土地に移転・再建され、康平4年（1061年）7月11日に再建供養が行われた（『百錬抄』）。『拾芥抄』には東北院の位置を「一条南京極東」すなわち一条大路（平安京の北境）の南側・東京極大路（平安京の東境）の東側にあたる平安京の東北角東隣の区画としているが、これは康平年間（1058年 - 1065年）以後の位置を指すと考えられ、現在の京都市上京区北之辺町付近に比定されている。なお、康平7年（1064年）には後冷泉天皇が新造の東北院に行幸している。上東門院は国母であると同時に御堂流摂関家の後見人的存在であり、女院没後も摂関家から手厚い保護を受けた。
その後、承安元年（1171年）7月11日の火災で護摩堂・不断経所などを除いて全焼し、直前に運び出された仏像や経典は西北院に安置された（『玉葉』）。その後、同年中に再建され、承安4年（1174年）9月より行われた念仏会は当時の京都の風物詩になり、建保2年（1214年）の念仏会に集まって歌合をした各種職人たちを描いたとされる『東北院職人歌合絵巻』（東京国立博物館蔵）は重要文化財となっている。室町時代には七福神信仰の高まりとともに桓武天皇の時代に最澄が作ったといわれていた同寺所蔵の2尺3寸の弁財天像が人々の崇敬を集めたという。だが、応仁の乱によって再び焼失し、以後は荒廃して千手堂など一部施設を残したまま廃寺同然となってしまう。
永禄2年（1559年）に弥阿と呼ばれる時宗の僧が残されていた弁財天を本尊として時宗の寺院に改めて再建に務めるが、元亀元年（1570年）の戦火で再度焼失、正親町天皇の勅命により再建されたとされるが、この時期については不明なことが多い。ただし、寛永10年（1633年）の『時宗藤沢遊行末寺帳』には清浄光寺末寺として登場するため、江戸時代初期には既に時宗寺院になっていたことが分かる。その後、元禄5年（1692年）12月1日の火災で再度焼失し、その際真如堂などとともに移転を命ぜられて現在地に移った。なお、寛文印知の際に京都郊外一乗寺村に6石が寺領として与えられていたことが知られている。
現在、本堂には後西院宸筆の額が掲げられ、本尊とともに藤原道長の衣冠束帯姿の像が安置されている。また、法成寺にあった頃に和泉式部が東北院に「軒端の梅」を植えたとされ、その梅とされるものが現在も境内にある（もっとも前述のように2度移転されており、和泉式部が植えた梅そのものではないとされている）。この梅に関する伝説は能・謡曲の『東北』として今日まで伝えられており、東北院においても『一遍上人和泉式部物語』『東北院弁財天縁起』などの文献が伝えられている。
後一条天皇菩提樹院陵の正面にある。

## 境内
- 本堂 - 勅額「東北院」は後西院の筆である。
- 庫裏
- 軒端の梅 - 和泉式部のお手植えの梅とされるが、世代は変わっている。
- 雲井水
- 藤原道長供養塔
- 和泉式部供養塔
- 山門